# Blue Sky Tower
La Torre Cielo Azul (en mongol: Хөх тэнгэр цамхаг) se encuentra en Ulán Bator, Mongolia y ha sido el edificio más alto en el país desde su finalización en 2009. El rascacielos está formado por una estructura de acero y vidrio, con un muro cortina de vidrio de color azul. Se utiliza como espacio de oficinas, conferencias, un hotel y como un espacio de vida. El hotel dispone de 200 habitaciones, 12 suites, salas para conferencias y otros eventos, varios restaurantes, y garajes. Tiene 105 metros (344 pies) de alto.